# フランツ・オズボーン
フランツ・オズボーン（Franz Osborn, 1905年7月11日 - 1955年6月8日）は、ドイツ出身のピアノ奏者。父マックス・オズボーンは美術評論家。

## 経歴
ベルリンの生まれ。地元の音楽院でフランツ・シュレーカーに作曲、フリッツ・ブッシュに指揮法、アルトゥル・シュナーベルやレオニード・クロイツァーにピアノを師事。1933年にナチスが政権を掌握したため、イギリスに渡り、ピアノ独奏者としての他、マックス・ロスタルらとの室内楽で名声を博した。
バーゼルにて没。享年50。